# Tipton (West Midlands)
Tipton is een plaats in het bestuurlijke gebied Sandwell, in het Engelse graafschap West Midlands. De plaats telt 38 .777 inwoners (2011).

## Geboren
- Margaret Macdonald (1864–1933), kunstenares, vrouw van Charles Rennie Mackintosh
- Frances MacDonald (1873–1921), kunstenares, vrouw van Herbert MacNair
- Philip Bradbourn (1951), politicus
- Steve Bull (1965), voetballer en voetbalcoach